# MPDS4
MEDUSA4 Plant Design System (MPDS4) est une suite logicielle d’ingénierie destinée à l’industrie.
Multi-utilisateur et interactive, elle permet l’intégration d’installation complexes grâce à ses modules d’aménagement 2D/3D, tuyauterie, ventilation, électricité, charpente métallique, manutention mécanique et visualisation.
La suite a été développée en 2005 par l'éditeur allemand CAD Schroer GmbH.